# آیان حرصی علی
آیان هیرسی علی (به انگلیسی: Ayaan Hirsi Ali) (زاده ۱۳ نوامبر ۱۹۶۹ در موگادیشو) فعال سیاسی-اجتماعی، فمنیست و نویسندهٔ منتقد اسلام سومالیایی تبار هلندی-آمریکایی است. او به دلیل انتقاد از اسلام، طرفداری از حقوق و استقلال زنان مسلمان و مخالفت فعالانه با ازدواج اجباری، خشونت‌های ناموسی، ازدواج کودکان و ختنه زنان مورد توجه قرار گرفت. حرصی علی بنیاد A.H.A را برای دفاع از حقوق زنان تأسیس کرده‌است.
او عضو پیشین حزب مردم برای آزادی و مردم‌سالاری (وی‌وی‌دی) و از ۳۰ ژانویهٔ ۲۰۰۳ تا ۱۶ مهٔ ۲۰۰۶، عضو پارلمان هلند بوده‌است. در این تاریخ به رأی وزیر مهاجرت هلند، به علت عدم روایت حقایق هنگام ورود به کشور، شهروندی هلندی‌اش لغو شد. وی در پی این اقدام از پارلمان استعفاء داد و اعلام کرد به زودی عازم آمریکا می‌شود.
حرصی عالی یک نویسنده و فیلمساز منتقد اسلام است. تسلیم، یکی از فیلم‌های او، موجب خشم اسلامگرایان و تهدید به قتل او شد. در ادامهٔ خشم اسلامگرایان نسبت به این فیلم، تئو ون گوگ، کارگردان فیلم، در ۴ نوامبر ۲۰۰۴ توسط محمد بویری به قتل رسید. او در سال ۲۰۰۶ کتابی به نام کافر دربارهٔ زندگی‌نامه خود منتشر کرده‌است.
حرصی که در دورانی خود به عنوان یک مسلمان رادیکال و از حامیان فتوای قتل سلمان رشدی توسط روح‌الله خمینی بوده‌است، بعدها به همراه کسانی چون سلمان رشدی به امضاءکنندگان «بیانیه: علیه تمامیت‌خواهی نوین» پیوست که علیه اسلام‌گرایی به عنوان یک خطر هشدار می‌داد.

## پیشینه
حرصی علی در سال ۱۹۶۹ در خانواده‌ای مسلمان در سومالی، از پدری تحصیلکرده در غرب و مادری بی‌سواد متولد می‌شود. بنا به گفته خودش پدرش مسلمانی روشنفکر و از مخالفان دولت محمد زیادباره بود. با وجود مخالفت پدر با رسم دیرپای ختنه دختران، او را در پنج سالگی به دستور عمه‌اش ختنه می‌کنند. مادرش در تربیت اسلامی او، برادر و خواهر کوچک‌ترش نقش اولیه را بازی می‌کند.
در شش سالگی به همراه خانواده ابتدا به عربستان و اتیوپی می‌رود و سرانجام در کنیا ساکن می‌شود. دوره دبیرستان را در مدرسه‌ای انگلیسی‌زبان در این کشور به پایان می‌رساند. در این دوره متأثر از نظرات یکی از معلمانش به یک مسلمان تندرو تبدیل می‌شود. او در جنگ ایران و عراق از حکومت اسلامی ایران حمایت می‌کند و از فتوای خمینی علیه سلمان رشدی دفاع می‌کند.
در ۲۳ سالگی به عقد غیابی پسرعمویش درمی‌آید که در کانادا زندگی می‌کرد. به آلمان می‌رود تا زمینه اداری سفر به کانادا را فراهم کند. او اما از پیوستن به همسر چشم می‌پوشد و تصمیم به اقامت در اروپا می‌گیرد. انگیزه تقاضای پناهندگی او از هلند با توجه به روایت‌های چندگانه دوستان و بستگانش در پرده ابهام باقی‌مانده‌است.
در سال ۱۹۹۲ پناهندگی سیاسی می‌گیرد و به یادگیری زبان هلندی می‌پردازد. او مدتی به عنوان نظافتچی و سپس به عنوان مترجم به کار در بخش اتباع بیگانه پلیس می‌پردازد. در سال ۲۰۰۰ از دانشگاه مدرک کارشناسی ارشد در علوم سیاسی می‌گیرد. در دوره دانشجویی با باشگاه روشنفکران طرفدار روشنگری و منتقد اسلام آشنا می‌شود. پس از پایان تحصیلات در بخش پژوهشی حزب کارگر هلند (PVDA) در زمینه حقوق زنان در اسلام مشغول به کار می‌شود.